# BMW X6
BMW X6 — среднеразмерный кроссовер, выпускаемый компанией BMW. Он сочетает в себе как признаки внедорожника (полный привод, большой дорожный просвет, большие колёса, тяговитый двигатель), так и признаки купе (сильный скос крыши в задней части автомобиля). Сама компания классифицирует данный автомобиль как Sports Activity Coupé (SAC) — спортивное купе для активного отдыха.

## Концепт X6
Концепт был представлен в 2007 году на Франкфуртском автосалоне.

## E71/E72
Первое поколение BMW X6 было представлено в марте 2008 года на Североамериканском международном автосалоне на Детройте и Montreal International Auto Show. Как и BMW X5, модель X6 собирается на производственных мощностях BMW в США (Спартанбург), в России (Калининград), Египте, Малайзии, Индии и в Таиланде. Кузов X6 немного длиннее и шире, чем X5, однако внутри в нём незначительно меньше места на заднем ряду ввиду специфики кузова и того, что он четырёхместный (с 2011 года в качестве опции предлагается трёхместный задний диван). Концепция автомобиля была представлена в 2007 году на мотор-шоу во Франкфурте. А в продажу X6 поступил в середине 2008 года.

### Рестайлинг (2012)
В 2012 году Х6 претерпел небольшую модернизацию: слегка изменили внешность, появились новые опции. Несмотря на мировой финансовый кризис, продажи Х6 значительно превысили ожидания маркетологов, вследствие чего компании конкуренты приступили к разработке своих аналогов. Наибольшим спросом BMW X6 пользуется в США, ОАЭ, Саудовской Аравии, Китае и странах СНГ.

### X6 M
В апреле 2009 года общественности была представлена спортивная версия X6 M, которая представляет собой модель xDrive50i с форсированным до 555 л. с. двигателем с двойным турбонаддувом. Доработке также подверглись подвеска, рулевое управление, система полного привода, выхлопная система и, в незначительной степени, элементы интерьера и экстерьера. BMW Х6 М и Х5 М стали первыми в истории BMW Motorsport автомобилями с полным приводом, турбированным двигателем и в сегменте SUV.

### Двигатель
- Объём двигателя, куб. см: 4395
- Количество цилиндров: 8 (V8)
- Количество клапанов: 32
- Мощность, л. с. при об/мин: 407 при 5800-6250
- Крутящий момент, Н·м при об/мин: 600 при 1300-5000
- Система питания: Распределённый впрыск
- Турбонаддув
- Топливо: Бензин, Дизель

Рулевое управление
- Усилитель рулевого управления: гидроусилитель
- Электронная рейка

### Ходовая часть
- Тормоза передние: Дисковые вентилируемые
- Тормоза задние: Дисковые вентилируемые
- Шины: 225/55 + 255/50 R19, 275/40 + 315/35 R20, 285/35 + 325/30 R21
- Комплектация BMW X6 50i AT xDrive50i [вер.1]
- Системы активной и пассивной безопасности
- Подушка безопасности водителя (Airbag)
- Подушка безопасности пассажира (Airbag)
- Боковые подушки безопасности (Airbag)
- Антиблокировочная система (ABS)
- Система курсовой устойчивости (ESP, VDC, DSC)
- Система аварийного торможения (Brake Assist, AFU)
- Противоугонное оборудование
- Иммобилайзер

### Интерьер
- Аудиоподготовка: Есть (10 динамиков + 2 сабвуфера) - Stereo, Hi-Fi, Hi-Fi Top (Logic 7)
- Кожаный салон
- Отделка под дерево
- Регулируемая рулевая колонка (электро)
- Центральный замок
- Электропривод передних сидений

### Экстерьер
- Ксеноновые фары / Светодиодные (LED)
- Легкосплавные диски
- Противотуманные фары
- Омыватель фар

### Электрооборудование
- CD-проигрыватель: Есть (MP3+IPOD с USB адаптером)
- DVD-проигрыватель: Есть (6 дисков + DVD для задних пассажиров)
- Радио: Есть (AM/FM)
- Бортовой компьютер: Есть (Навигационная система - CCC / CIC)
- Датчик света/дождя
- Климат-контроль: Есть (4-x зонный)
- Парктроник (парковочный радар)
- Камера заднего вида, круговой обзор, KAFAS, FLA
- Подогрев передних сидений, заднего ряда
- Электропривод зеркал

### Трансмиссия
Все модели оснащаются автоматической коробкой передач ZF. Сзади установлен дифференциал Dynamic Performance Control (DPC). Он служит для перераспределения крутящего момента между задними колёсами. Это позволяет на выходе из скользкого виража гораздо раньше и смелее открывать газ — электроника подаст на внешнее заднее колесо максимум тяги и поможет «довернуть» машину в поворот, избегая сноса.

### Бензиновые двигатели
Первоначально BMW X6 был доступен в автосалонах Северной Америки и только в двух вариантах. Обе модели были с двойным турбонаддувом. Топовой является модель xDrive50i. На данной модели установлен новый 4,4-литровый турбированный двигатель V8. Он выдаёт 408 лошадиных сил (300 кВт) в диапазоне между 5500 и 6400 об/мин и 600 Н·м крутящего момента в широком диапазоне оборотов между 1800 и 4500 об/мин. Это первый в мире битурбированный двигатель V8, с расположением нагнетателей в развале блока цилиндров.
Младшая бензиновая модель X6 — xDrive35i. Оснащается 3,0-литровым битурбированным рядным бензиновым двигателем, развивающим мощность в 306 лошадиных сил (225 кВт) в диапазоне оборотов между 5800 и 6250 об/мин, а максимальный крутящий момент составляет 400 Н·м (между 1400 и 5000 об/мин).

### Дизельные двигатели
Дизельные двигатели BMW X6 также турбированные. xDrive 3.0d — с трёхлитровым двигателем мощностью 235 л. с. xDrive 3.5d на 286 л.с.(в дорестайлинге) и xDrive 4.0d с 306-сильным турбодизелем (появившийся с рестайлингом). X6M 5.0d — с трёхлитровым двигателем мощностью 381 - сильным турбодизелем с тремя турбинами.
Первый мотор в истории моторостроения, который выдает больше одной лошади с 10 см3 без потери заявленного ресурса 1 млн. км.
Дизельные двигатели BMW X6 M50D также турбированные. X6 M50d — с трёхлитровым двигателем мощностью 381-сильным турбодизелем с тремя турбинами.

### Варианты
| Модель                  | Объём двигателя, см³ | Тип двигателя                    | Мощность, кВт                                                | Крутящий момент, Н·м     | Максимальная скорость, км/ч | Разгон 0-100 км/ч, сек. | Расход топлива, л/100 км | Выброс CO2, г/км | Масса, кг  |
| Бензин                  | Бензин               | Бензин                           | Бензин                                                       | Бензин                   | Бензин                      | Бензин                  | Бензин                   | Бензин           | Бензин     |
| ----------------------- | -------------------- | -------------------------------- | ------------------------------------------------------------ | ------------------------ | --------------------------- | ----------------------- | ------------------------ | ---------------- | ---------- |
| xDrive35i               | 2979                 | R6                               | 225 (306 л. с.) при 5800—6250 об/мин                         | 400 при 1300-5000 об/мин | 240                         | 6,7                     | 10,9                     | 262              | 2145       |
| xDrive50i               | 4395                 | V8 твинтурбо                     | 300 (407 л. с.) при 5500—6400 об/мин                         | 600 при 1750-4500 об/мин | 250                         | 5,4                     | 12,5                     | 299              | 2265       |
| X6 M                    | 4395                 | V8 твинтурбо                     | 408 (555 л. с.) при 6000 об/мин                              | 680 при 1500-5650 об/мин | 250                         | 4,7                     | 13,9                     | 325              | 2380       |
| Concept X6 ActiveHybrid | 4395                 | V8 твинтурбо и два электромотора | 357 (407 л. с.) и 90 и 86 у электродвигателей всего ( л. с.) | 780                      | 260                         | 5,6                     | 9,9                      | 231              | 2500       |
| X6 Hybrid               | 4395                 | V8 твинтурбо и два электромотора | 300 (407 л. с.)                                              | 780                      | 260                         | 5,6                     | 9,9                      | нет данных       | нет данных |
| Дизель                  |                      |                                  |                                                              |                          |                             |                         |                          |                  |            |
| 30d 3.0 AT              | 2990                 | R6 турбо                         | 235 л.с.при 4 000 об/мин                                     | 520 при 2 000 об/мин     | 230                         | 8,0                     | 8,9                      | 195              | 2 150      |
| 35d 3.0 AT              | 2990                 | R6 битурбо                       | 286 л.с. при 4 400 об/мин                                    | 580 при 1 750 об/мин     | 236                         | 6,9                     | 8,9                      | 195              | 2 185      |
| 30d 3.0 AT              | 2 993                | R6 турбо                         | 245 л.с. при 4 400 об/мин                                    | 540 при 3 000 об/мин     | 210                         | 7,5                     | 7,4                      | 195              | 2 075      |
| 40d 3.0 AT              | 2 993                | R6 битурбо                       | 306 л.с. при 4 400 об/мин                                    | 600 при 2 500 об/мин     | 236                         | 6,5                     | 7,5                      | 198              | 2 110      |
| M50d 3.0 AT             | 2 993                | R6 твинтурбо                     | 381 л.с. при 4 400 об/мин                                    | 740 при 3 000 об/мин     | 250                         | 5,3                     | 7,7                      | 204              | 2 150      |

|  |  |

|  |  |  |

## F16
Новое поколение (F16) было представлено в июне-июле 2014 и X6 поступил в производство в середине октября 2014 года, в продажу в январе 2015 года, а в России продажи начались 1 апреля 2015 года. 

### Двигатели
| Модель    | Годы производства | Объем двигателя | Вид топлива | Мощность в л.с. | Крутящий момент | Разгон от 0-100 км/ч | Маркировка двигателя | Выброс CO2 |
| --------- | ----------------- | --------------- | ----------- | --------------- | --------------- | -------------------- | -------------------- | ---------- |
| sDrive35i | 2015–2019         | 2,979 л.        | Бензин      | 306 л.с.        | 400Н·м          | 6.4 с                | N55B30M0             | 198 g/km   |
| xDrive35i | 2015–2019         | 2,979 л.        | Бензин      | 306 л.с.        | 400 Н·м         | 6,4 с                | N55B30M0             | 198 g/km   |
| xDrive50i | 2015–2019         | 4,395 л.        | Бензин      | 450 л.с.        | 650 Н·м         | 4,8 с                | N63B44O1             | 225 g/km   |
| M         | 2015–2019         | 4,395 л.        | Бензин      | 575 л.с.        | 750 Н·м         | 4,2 с                | S63B44T2             | 258 g/km   |

| Модель    | Годы производства | Объем двигателя | Вид топлива | Мощность в л.с. | Крутящий момент | Разгон от 0-100 км/ч | Маркировка двигателя | Выброс CO2 |
| --------- | ----------------- | --------------- | ----------- | --------------- | --------------- | -------------------- | -------------------- | ---------- |
| xDrive30d | 2015–2019         | 2,993 л.        | Дизель      | 259 л.с.        | 560 Н·м         | 6,7 с                | N57D30O1             | 157 g/km   |
| xDrive40d | 2015–2019         | 2,993 л.        | Дизель      | 313 л.с.        | 630 Н·м         | 5,8 с                | N57D30T1             | 163 g/km   |
| M50d      | 2015–2019         | 2,993 л.        | Дизель      | 381 л.с.        | 740 Н·м         | 5,2 с                | N57D30S1             | 174 g/km   |

### Галерея
- BMW X6 F16
- BMW X6 F16 вид сзади
- BMW X6 F16 вид сзади
- BMW X6 F16 вид сбоку

## Продажи
| Год  | Продано BMW X6, шт. |
| ---- | ------------------- |
| 2015 | 3785                |
| 2016 | 4074                |
| 2017 | 3942                |
| 2018 | 3790                |
| 2019 | 3398                |
| 2020 | 5136                |